# Călugăr, Fălești
Călugăr este satul de reședință al comunei cu același nume  din raionul Fălești, Republica Moldova.

## Istorie
În 1817 localitatea este menționată „odaia (cătunul) și alți oameni care sunt la poșta din moșia Fălești”, în total 25 de gospodării. Moșia aparținea Mănăstirii Galata din Iași. Pământ arabil, fânaț și imaș îndestulat, erau 4 vii și 2 heleșteie. Administrativ făcea parte din ocolul Câmpului, ținutul Iași, cu reședința în târgul Fălești.
La 16 martie 1830 în Slobozia Galata erau 65 de curți.
În anul 1855, populație satului Călugăr era alcătuită din 146 moldoveni și 8 ruteni.
În 1859 satul Călugăr (Galata) erau 39 curți, 108 bărbați și 88 femei.
În 1870 satul Călugăr (Galata) număra 61 case, 60 bărbați și 51 femei, 7 cai, 700 vite, 2470 ovine și caprine. Peste cinci ani, în 1875 erau 46 case, 65 bărbați și 75 femei, 4 cai, 42 vite, 280 oi și capre. În sat funcționa o moară cu aburi.
În Dicționarul geografic al Basarabiei, Zamfir Arbore oferă următoarea descriere: Călugări, sătuc, în județul Bălți, așezat pe șoseaua Bălți-Sculeni, la 2 km. spre sud de târgușorul Fălești, face parte din volostea Fălești. Are 47 case, cu o populație de 203 suflete, țărani români.
Datele statistice din anul 1923, înregistrează în satul Călugări 164 de clădiri, dintre care 4 sunt nelocuite, 174 de menaje (gospodării), 405 bărbați și 507 femei, activau poștă rurală și primări. Primar al satului a fost Petre Primar, învățător - Teotan Chitilovschi, învățătoare - Alexandra Chitilovschi.
În anul 1925 are loc unificarea administrativ teritorială a României, după Marea Unire din 1918. Astfel, satul Călugăr este inclus în comuna Fălești (împreună cu Făleștii-Noui, Ilenuța, Pânzăreni, Valea Pânzăreni), în cadrul plășii Fălești, județul Bălți.
În perioada interbelică, satul Călugăr se afla în jurisdicția Judecătoriei de Ocol Fălești și Tribunalului din Bălți. În localitate funcționau o școală primară, un grădinar (Grușca Vasile), două măcelării (Ambros Luchian, Orășanu Vasile), o moară (Antonciuc Vasile).
La recensământul general din 1930, au fost înscriși 817 de locuitori, inclusiv 813 români, 3 evrei și 1 rus. Din punct de vedere lingvistic, populația manifestă același coraport, 813 persoane au indicat limba română în calitate de limbă maternă; 3 persoane - limba idiș și 1 persoane - limba rusă.
În 1941, în satul Călugăr au fost înregistrați 1018 și 215 clădiri.

## Demografie
Dinamica populației:
| An   | Populație |
| ---- | --------- |
| 1859 | 196       |
| 1870 | 111       |
| 1875 | 140       |
| 1904 | 203       |
| 1930 | 817       |
| 1941 | 1.001     |
| 1969 | 1.768     |
| 1989 | 1.990     |
| 2004 | 2.178     |
| 2014 | 2.625     |

## Personalități
- Dimitrie Marchitan (n. 1885 – d. ?) — membrul al Sfatului Țării